# Tarvos (maan)
Tarvos (Saturnus XXI) is een natuurlijke satelliet van Saturnus, genoemd naar de stier Tarvos uit de Gallische mythologie. De maan werd in 2000 ontdekt door Brett J. Gladman et al., en kreeg in eerste instantie de naam S/2000 S4.
De maan is circa 15 km in doorsnede en draait in zo'n 926 dagen rond Saturnus.